# Tremont Waters
 Tremont Waters (New Haven, 10 de janeiro de 1998) é um basquetebolista profissional norte-americano que atualmente joga pelo Boston Celtics da National Basketball Association (NBA) e pelo Maine Red Claws da G-League.
Ele jogou basquete universitário em LSU e foi selecionado pelo Boston Celtics na segunda rodada (51° escolha geral) do Draft da NBA de 2019.

## Início da vida e carreira no ensino médio
Waters frequentou a South Kent School, uma escola particular para meninos em Connecticut, por três anos. Ele se transferiu em seu último ano para a Notre Dame High School em West Haven, Connecticut.
Ele inicialmente se comprometeu com a Universidade de Georgetown, mas anulado após o treinador John Thompson III ser demitido. Classificado com o 37º melhor jogador em sua classe pela Rivals.com, Waters se comprometeu com a LSU e o treinador Will Wade em 5 de junho de 2017.

## Carreira na faculdade
Em 22 de novembro de 2017, Waters marcou 39 pontos em uma derrota de 94-84 para Marquette. Como calouro na LSU, Waters teve uma média de 15,9 pontos, 6,0 assistências e 3,4 rebotes por jogo. Suas 198 assistências quebraram o recorde de assistências de um calouro estabelecido por Ben Simmons. Waters foi nomeado para a Equipe de Novatos da SEC.
Após a temporada, Waters colocou seu nome no Draft da NBA de 2018, mas não contratou um agente para preservar sua elegibilidade colegiada. Ele anunciou seu retorno à LSU para sua segunda temporada em 29 de maio de 2018.
Em sua última temporada em LSU, ele teve médias de 15.3 pontos, 5.8 assistências e 2.8 rebotes por jogo.

## Carreira profissional

### Boston Celtics (2019–Presente)
Em 20 de junho de 2019, Waters foi selecionado pelo Boston Celtics com a 51° escolha geral do Draft da NBA de 2019. Waters jogou pelos Celtics durante a temporada da Summer League de 2019 e teve médias de 10,0 pontos, 5,3 assistências, 2,0 rebotes e 2,0 roubadas de bola em 22,5 minutos nos quatro primeiros jogos.
Em 12 de julho de 2019, o pai de Waters foi encontrado morto em um quarto de hotel em West Haven, Connecticut, em um aparente suicídio. Apesar dessa perda trágica e inesperada, Waters jogou 32 minutos no dia seguinte. Os Celtics perderam para os Grizzlies e foi eliminado da Liga de Verão, apesar dos 16 pontos de Waters. Waters concluiu a Liga de Verão de 2019 liderando a equipe em minutos por jogo, além de ter uma média de 11,2 pontos, 4,8 assistências e 2,0 roubadas de bola.
Em 25 de julho de 2019, os Celtics anunciou que havia assinado com Waters em um contrato de duas vias. Ele marcou 24 pontos em dois jogos na G-League em novembro. Em 24 de novembro, os Celtics chamou Waters de volta após uma lesão de Kemba Walker. Em 9 de janeiro de 2020, Waters registrou 30 pontos, sete assistências e cinco roubos de bola Maine em uma vitória de 120-118 dos Red Claws sobre o Capital City Go-Go. Ele teve médias de 18,0 pontos, 7,3 assistências, 3,2 rebotes e 1,8 roubos de bola em 36 jogos da G League. Em 18 de junho de 2020, Waters foi nomeado o Novato do Ano da G-League. Em 23 de novembro de 2020, Waters voltou a assinar com o Celtics.

## Estatísticas

### NBA

#### Temporada regular
| Ano      | Equipe   | PJ | PT | MPJ  | AP   | 3P   | LL    | RT  | AS  | BR  | TO  | PPJ |
| -------- | -------- | -- | -- | ---- | ---- | ---- | ----- | --- | --- | --- | --- | --- |
| 2019–20  | Boston   | 11 | 1  | 10.8 | .286 | .167 | 1.000 | 1.1 | 1.5 | 0.9 | 0.2 | 3.6 |
| 2020–21  | Boston   | 4  | 1  | 10.5 | .273 | .400 | 1.000 | 0.5 | 3.3 | 0.5 | 0.0 | 3.0 |
| Carreira | Carreira | 15 | 2  | 10.6 | .279 | .283 | 1.000 | 0.8 | 2.4 | 0.7 | 0.1 | 3.3 |

#### Playoffs
| Ano     | Equipe | PJ | PT | MPJ | AP   | 3P   | LL   | RT  | AS  | BR  | TO  | PPJ |
| ------- | ------ | -- | -- | --- | ---- | ---- | ---- | --- | --- | --- | --- | --- |
| 2019–20 | Boston | 1  | 0  | 2.0 | .000 | .000 | .000 | 1.0 | 1.0 | 0.0 | 0.0 | 0.0 |

### G-League
| Ano     | Equipe          | PJ | PT | MPJ  | AP   | 3P   | LL   | RT  | AS  | BR  | TO  | PPJ  |
| ------- | --------------- | -- | -- | ---- | ---- | ---- | ---- | --- | --- | --- | --- | ---- |
| 2019–20 | Maine Red Claws | 36 | 36 | 33.8 | .429 | .354 | .780 | 3.2 | 7.3 | 2.0 | 0.2 | 18.0 |

### Universidade
| Ano      | Equipe   | PJ | PT | MPJ  | AP   | 3P   | LL   | RT  | AS  | BR  | TO | PPJ  |
| -------- | -------- | -- | -- | ---- | ---- | ---- | ---- | --- | --- | --- | -- | ---- |
| 2017–18  | LSU      | 33 | 32 | 33.0 | .417 | .351 | .801 | 3.4 | 6.0 | 2.0 | .1 | 15.9 |
| 2018–19  | LSU      | 33 | 29 | 32.4 | .429 | .327 | .813 | 2.8 | 5.8 | 2.8 | .1 | 15.3 |
| Carreira | Carreira | 66 | 61 | 32.7 | .423 | .338 | .806 | 3.0 | 5.9 | 2.4 | .1 | 15.6 |

Fonte: